# 安视优

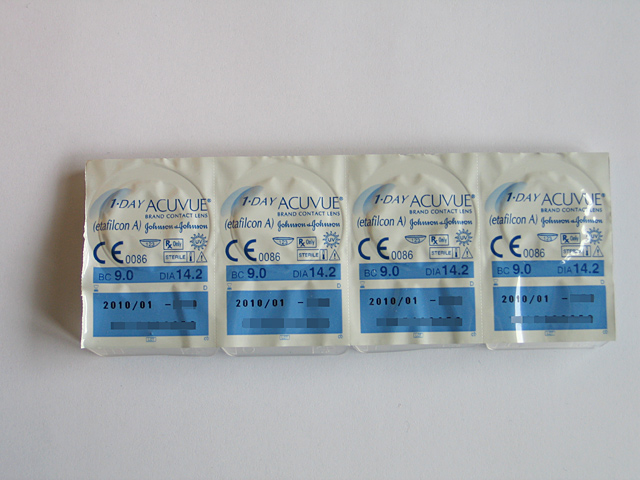
安视优

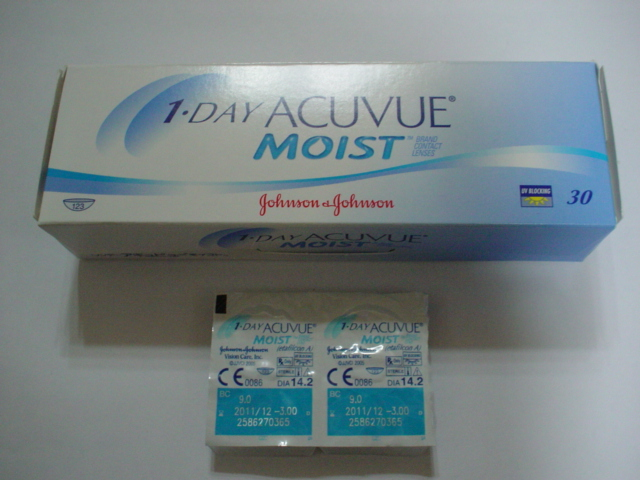
日抛款

安视优是美国强生公司旗下的隱形眼鏡品牌。

## 历史
前身是1950年代创建于美国佛罗里达州杰克逊维尔成立的一家小型隐形眼镜公司。1981年被美国强生公司收购。

## 美瞳
“安视优美瞳”是强生公司的时尚用途平光隐形眼镜的注册商标。因「美瞳」该名称使用广泛，目前也被视为该类时尚用途隐形眼镜的一种普遍称呼。